# أديتيا كومار
أديتيا كومار (بالإنجليزية: Aditya Kumar)‏ هو كاتب سيناريو وكاتب هندي، ولد في 5 فبراير 1980 في Nalanda district ‏ في الهند.

## وصلات خارجية
- أديتيا كومار على موقع IMDb (الإنجليزية)